# 존재의 범주
범주(範疇) 또는 카테고리(categories of being 또는 Kategorie)는 최고류개념의 뜻이다.
원래는 '고소(告訴)한다'는 뜻을 지닌 그리스어의 동사(動詞) 카테고레인의 뜻이 바뀌어, 어떤 주어(主語)에 관해서 어떤 일을 '술어(述語)한다'는 뜻으로 쓰이게 되었다.
1. 아리스토텔레스는 가장 일반적인 술어개념으로 실체, 양, 성질, 관계, 장소, 시간, 위치, 상태, 능동, 수동의 10개 범주를 들었다.
2. 칸트는 순수오성개념으로 4강12목(四綱十二目) - 분량(단일성, 수다성(<數多性>, 총체성), 성질(실재성·부정성·제한성), 관계(실체와 부속성, 원인과 결과, 상호작용), 양상(가능성, 현실성, 필연성, 우연성) - 을 들었다.
3. 헤겔은 범주를 객관적 존재론의 최고개념이라 하여 질, 양, 한도, 본질과 현상, 동일성, 구별, 대립, 모순, 근거, 내용과 형식, 현실성과 가능성, 필연성과 우연성, 실체와 부속성, 원인과 결과, 상호작용 등을 들었다.
4. 유물변증법에서는 대상의 가장 일반적인 측면 내지 연관을 반영하는 기본개념을 범주라고 부른다.
5. 철학적 범주 외에 개별과학의 범주도 있다. 예컨대 물리학에서는 소립자(素粒子), 장(場), 파동(波動), 에너지, 전하(電荷) 등, 경제학에서는 가치, 잉여가치, 가격, 이윤 등이 그것이다.

## 같이 보기
- 범주 (칸트)
- 형이상학
- 양상 논리
- 존재론
- 아리스토텔레스
- 로더릭 치좀
- 에드문트 후설
- 이마누엘 칸트
- 찰스 샌더스 퍼스
- 길버트 라일
- 윌프리드 셀러스